# 董幼安
董幼安（?—?），表字景宁，真定府（今河北省正定县）人，元朝大臣，元顺帝时中书参知政事。
至正二十六年（1366年），元顺帝任命董幼安为中书省参知政事。至正二十七年（1367年），升任中书左丞。至正二十八年（1368年），朱元璋在应天府建立明朝，派徐达、常遇春率军北伐元朝。董幼安随元顺帝逃出大都，逃往上都。